# Борилово
Борилово е село в Южна България. То се намира в община Стара Загора, област Стара Загора.

## География
Село Борилово се намира в планински район. По-точно в подножието на Средна гора. Надморската височина варира от 450 – 550 м над морското равнище. Жителите на село Борилово към 1 януари 2007 г. са 333 души. Селото се намира на 14 км от Стара Загора, на 7 км от Старозагорските минерални бани, на 15 км от гр. Казанлък и на 6 км от с. Змейово.
В центъра на селото се намира един от основните извори на река Бедечка. Този извор беше пресъхнал от няколко години, но тази година няколко дни преди Великден отново бликна вода.
- Изглед от изток

## История
Легендата която се разказва от старите бориловци е че Средна гора преди доста години е била значително по-висока. Самото село Борилово е било само камънак и скали. След невероятна буря разразила се в района в началото на 20 век, се свличат тонове земна маса, дървета и вода върху селото.

## Религии
В селото живеят само български християни. Има много красива църква.

## Обществени институции
Кметство

## Културни и природни забележителности
Селото е заобградено с поляни от диви ягоди и иглолистни и широколистни гори, в които има голямо разнообразие от гъби (сърнела, манатарка, пачи крак, биволски нос, булка, рижика, съждивка, полска печурка и др.). На около 1,5 км от селото в много красива местност се намира Йорговият кладенец. Той съществува от началото на 20 век. Водата е изворна и ледено студена, а там е явката на местната ловна дружинка.

## Редовни събития
Събор на селото – всяка година на 24 май.

## Други
Село Борилово не може да се похвали с минерален извор или друга забележителност, но за сметка на това има прекрасна природа, много красиви и модерни вили и е едно предпочитано място за старозагорци. Поради факта че е разположен на 14 км от града все повече и повече старозагорци изкупуват места и къщи там и ги превръщат в удобни за обитаване домове. Борилово е по-скоро вилна зона. 